# Lucydiusz
Lucydiusz – imię męskie pochodzenia łacińskiego, oznaczające "błyszczący, lśniący". Patronem tego imienia jest św. Lucydiusz, biskup Werony.
Lucydiusz imieniny obchodzi 26 kwietnia.